# Liste von Schnellbuslinien im RMV-Gebiet
Der Rhein-Main-Verkehrsverbund hat seinen regionalen Busstrecken im Linienverkehr eindeutige Nummern gegeben. Das Kürzel „X“ vorangestellt bedeutet, dass die Linie überregional verkehrt und nicht überall hält. Hierdurch sollen Querverbindungen zwischen Städten erweitert werden.
Als erster Schritt zum Aufbau eines Schnellbus-Ringes um Frankfurt am Main wurde am 30. Juni 2014 die Buslinie 260 (heute X27) zwischen Königstein, Oberursel, Bad Homburg und Karben eingerichtet. Nach einer zweijährigen Versuchsphase wurden im Dezember 2016 weitere Städte miteinander verbunden. Hierdurch wurde eine Alternative zum sternförmig auf Frankfurt gerichteten Schienenverkehr geschaffen.
Zum Fahrplanwechsel 2017/2018 wurden vier zusätzliche Linien eingeführt, eine davon außerhalb des Frankfurter Umlandes. Außerdem wurden drei bestehende Schnellbuslinien im Raum Darmstadt umbenannt: X71 (früher 681), X74 (früher 684) und X78 (früher 682). Eine weitere Einführung (X93) fand im Sommer 2018 statt.
Zum Fahrplanwechsel 2018/2019 wurden drei weitere Linien eingeführt und außerdem wird eine bestehende Regionalbuslinie im Raum Weilburg integriert (289 in X89).
Zum Fahrplanwechsel Dezember 2020 sollen drei weitere Linien hinzukommen, die im südlichen Bereich Frankfurts verkehren.
Zum Fahrplanwechsel Dezember 2021 wurden sechs neue Linien eingeführt, eine bestehende Regionalbuslinie im Raum Groß-Gerau wurde integriert (751 in X15) und ein paar bestehende Expressbuslinien wurden verlängert (X64 nach Heusenstamm und X93 nach Neuberg).

## Linien im Rhein-Main-Verkehrsverbund
Linien oder -abschnitte außerhalb des RMV sind kleiner dargestellt, teilweise aber im Rahmen von Übergangstarifen auch mit RMV-Fahrscheinen erreichbar.
| Linie | Anfang (West)         | Linienweg | Linienweg                                          | Ende (Ost)             | Betriebsstart (Fahrplanwechsel) |
| ----- | --------------------- | --- | -------------------------------------------------- | ---------------------- | ------------------------------- |
| X11   | Bad Soden             | Bad Soden Bahnhof – Sulzbach – Unterliederbach – Höchst Bahnhof |                                                    | Frankfurt-Höchst       | Dezember 2024                   |
| X14   | Walldorf              | Walldorf Wohnpark/Gedenkstätte – Mörfelden Bahnhof –Gräfenhausen – Riedbahn – Darmstadt Mathildenplatz Die Linie X14 verdichtet das Angebot der Linie X15 zwischen Mörfelden-Walldorf und Darmstadt montags bis freitags tagsüber zum Halbstundentakt.                                  |                                                    | Darmstadt              | Dezember 2021                   |
| X15   | Flughafen Frankfurt   | Frankfurt Flughafen Terminal 1 – Walldorf – Mörfelden Bahnhof –Gräfenhausen – Riedbahn – Darmstadt Mathildenplatz |                                                    | Darmstadt              | Dezember 2021                   |
| X17   | Hofheim               | Hofheim Bahnhof – Hattersheim Bahnhof Süd – Frankfurt Flughafen Terminal 1 – Neu-Isenburg Bahnhof Westseite – Neu-Isenburg Gewerbegebiet Ost |                                                    | Neu-Isenburg           | Dezember 2016                   |
| X19   | Flughafen Frankfurt   | Frankfurt Flughafen Terminal 1 – Neu-Isenburg Bahnhof Westseite – Neu-Isenburg Gewerbegebiet Ost – Heusenstamm Bahnhof – Obertshausen Bahnhof |                                                    | Obertshausen           | Dezember 2016                   |
| X26   | Wiesbaden             | Wiesbaden Platz der Deutschen Einheit – Wiesbaden Hauptbahnhof – Hofheim Bahnhof – Königstein Stadtmitte – Oberursel Bahnhof (– Bad Homburg Kurhaus) – Bad Homburg Bahnhof Das Kurhaus wird während des Berufsverkehrs zur Vermeidung von Verspätungen von der Linie X26 nicht bedient. |                                                    | Bad Homburg            | Dezember 2016                   |
| X27   | Königstein            | Königstein Stadtmitte – Oberursel Bahnhof – Bad Homburg Bahnhof – Gonzenheim (U) – Ober-Erlenbach Erlenbach-Halle – Groß-Karben Bahnhof – Heldenbergen – Windecken – Nidderau Bahnhof                                                                                                   |                                                    | Nidderau               | Dezember 2016                   |
| X33   | Alsfeld               | Alsfeld Bahnhof – Bad Hersfeld Bahnhof |                                                    | Bad Hersfeld           | Dezember 2019                   |
| X35   | Marburg               | Marburg Bahnhof – Kirchhain Bahnhof – Stadtallendorf Bahnhof – Alsfeld Bahnhof |                                                    | Alsfeld                | Dezember 2021                   |
| X37   | Gladenbach            | Gladenbach Busbahnhof – Herborn Bahnhof |                                                    | Herborn                | Dezember 2020                   |
| X38   | Gladenbach            | Gladenbach Busbahnhof – Marburg Hauptbahnhof |                                                    | Marburg                | Dezember 2017                   |
| X39   | Treysa                | Bahnhof Treysa – Bahnhof Alsfeld |                                                    | Alsfeld                | Dezember 2018                   |
| X40   | Biedenkopf            | Biedenkopf Bahnhof – Gladenbach Busbahnhof |                                                    | Gladenbach             | Dezember 2018                   |
| X41   | Biedenkopf            | Biedenkopf Bahnhof – Wallau Bahnhof – Dillenburg Bahnhof |                                                    | Dillenburg             | Dezember 2020                   |
| X53   | Flughafen Terminal 1  | Flughafen Terminal 1 – Sindlingen Bahnhof – Zeilsheim Bahnhof – Höchst Bahnhof – Höchst Bolongaropalast |                                                    | Höchst Bolongaropalast | Dezember 2022                   |
| X57   | Frankfurt-Enkheim     | Frankfurt Enkheim (U) – Maintal-Dörnigheim – Hanau Freiheitsplatz – Hanau Hbf | Seit Dez 2021 Fährt die X57 bis Hanau Hauptbahnhof | Hanau                  | Dezember 2017                   |
| X58   | Höchst Bahnhof        | Höchst Bahnhof – Industriepark Höchst – Flughafen Terminal 1 |                                                    | Flughafen Terminal 1   | Dezember 2020                   |
| X61   | Flughafen Terminal 1  | Flughafen Terminal 1 – Gateway Gardens – Südbahnhof |                                                    | Südbahnhof             | Dezember 2020                   |
| X64   | Heusenstamm           | Heusenstamm Bahnhof – Obertshausen Bahnhof – Hanau Hauptbahnhof – Hanau Freiheitsplatz Seit Dezember 2021 fährt die X64 weiter nach Heusenstamm. |                                                    | Hanau                  | Dezember 2016                   |
| X69   | Darmstadt             | Darmstadt Luisenplatz – Darmstadt Ostbahnhof – Groß Bieberau – Nieder-Kainsbach – Reichelsheim Volksbank |                                                    | Reichelsheim           | Dezember 2021                   |
| X71   | Darmstadt             | Darmstadt Hauptbahnhof – Darmstadt Ostbahnhof – Groß-Umstadt – Heubach – Wiebelsbach Sportplatz |                                                    | Wiebelsbach            | Dezember 2017                   |
| X72   | Limburg               | Limburg ZOB Süd – Kirberg – Neuhof Mitte – Wiesbaden Hauptbahnhof |                                                    | Wiesbaden              | Dezember 2016                   |
| X74   | Darmstadt             | Darmstadt – Münster – Eppertshausen – Ober-Roden |                                                    | Ober-Roden             | Dezember 2017                   |
| X76   | (Miehlen –) Nastätten | (Miehlen Industriestraße –) Nastätten Busbahnhof – Kemel Taunus Kaserne – Wiesbaden Hochschule Rhein Main – Wiesbaden Hauptbahnhof |                                                    | Wiesbaden              | Dezember 2016                   |
| X77   | Cargo City Süd        | Cargo City Süd – Flughafen Terminal 3 – Gateway Gardens – Südbahnhof |                                                    | Südbahnhof             | Dezember 2020                   |
| X78   | Darmstadt             | Darmstadt – Groß-Zimmern – Klein-Zimmern – Semd |                                                    | Semd                   | Dezember 2017                   |
| X79   | Kemel                 | Kemel Taunus Kaserne – Bahnhof Niederwalluf – Wiesbaden-Biebrich |                                                    | Wiesbaden              | Dezember 2018                   |
| X83   | Langen                | Langen Bahnhof – Dreieich-Sprendlingen – Neu-Isenburg Isenburgzentrum Süd – Offenbach Hauptbahnhof – Offenbach Marktplatz |                                                    | Offenbach              | Dezember 2017                   |
| X89   | Weilburg              | Bahnhof Weilburg – Bahnhof Grävenwiesbach |                                                    | Grävenwiesbach         | Dezember 2018                   |
| X93   | Hanau                 | Hanau – Rückingen – Langendiebach – Ravolzhausen |                                                    | Erlensee               | Dezember 2017                   |
| X94   | Hanau                 | Hanau – Erlensee – Neuberg |                                                    | Neuberg                |                                 |
| X95   | Frankfurt-Enkheim     | Frankfurt Enkheim (U) – Bruchköbel – Erlensee – Ronneburg – Büdingen Bahnhof |                                                    | Büdingen               | Dezember 2021                   |